# Carles Batlle Ensesa
Carles Batlle Ensesa   (Girona, novembre 1888 - Palau-Sacosta, 19 d'octubre de 1994) Fou un industrial i fotògraf afeccionat.

## Biografia
Va estudiar enginyeria industrial a Barcelona i un cop llicenciat va completar la seva formació en empreses de Barcelona, Sevilla i Madrid. Posteriorment es va traslladar a Astúries on va dirigir el taller de construcció de vaixells de la Sociedad Española de Construcciones Metálicas. A Gijón també va exercir de docent a l'escola de pèrits de la ciutat.
El 1923 va tornar a Girona i va ser nomenat director de l'empresa Tomàs Solés i Cia, posteriorment Batlle Solés, S.A., dedicada a la construcció i reparació de màquines que nodrien indústries tèxtils com la Gassol i la Safa o sureres com la Corchera Bertran o l'Amstrong. També fou el responsable de diferents estructures metàl·liques d'envergadura com la d'Indústrias Químicas y Tartáricas i el Garatge Callicó, obra del seu amic Rafael Masó, o el manteniment de les centrals hidroelèctriques de la Central del Molí i d'altres de la Vall del Ter.
El 1925 es casa a Balaguer amb Maria de Porcioles i Colomer. El matrimoni viurà a la Casa Batlle del Carrer Nou, obra de l'arquitecte Rafael Masó. El matrimoni tindrà 10 fills.
Durant la Guerra Civil li varen requisar l'empresa i fou detingut pels comitès revolucionaris pel càrrec de vicepresident d'Acció Catòlica. Els mateixos obrers que havien treballat per ell a la fàbrica el van treure de la presó i el van protegir durant el conflicte. Durant el franquisme donà suport a tot tipus d'activitats culturals i refusà reiteradament tots els càrrecs oficials que li varen oferir. Doctorat als 80 anys, el 1990 el President Jordi Pujol li va lliurar la Creu Francesc Macià al Mèrit al Treball.
La formació del seu fons fotogràfic es degué a la seva afecció per la fotografia. Les primeres imatges se centre retrats familiars, esdeveniments que tenien lloc a la ciutat i les excursions que portava a terme a l'entorn més proper: la Garrotxa, Montserrat, Rupit, Canet d'Adri. Posteriorment passarà a documentar els seus viatges per Espanya i a l'estranger, com també diferents aspectes de la seva activitat professional com a enginyer industrial: maquinària, fàbriques, centrals elèctriques, etc.